# Большой Климецкий
Большой Климецкий (Большой Клименецкий)  — крупнейший остров Онежского озера в Республике Карелия. Находится в границах Кижского зоологического заказника, от материка его отделяет Кижский пролив.

## Общие сведения
Относится к группе Кижских шхер.
Административно входит в состав Великогубского сельского поселения Медвежьегорского района Карелии.
Площадь острова — 147 км². Длина — 28 км, а ширина — 5-9 км. Наивысшая точка — гора Медвежица высотой 82 м.
На острове располагается несколько поселений (крупнейшее — Сенная Губа, есть школа).
В южной части острова находится Клименецкий Свято-Троицкий монастырь.